# XBIZ Europa Award
XBIZ Europa Award (с 2025 года — XMA Europa Award) — ежегодная кинонаграда в области порноиндустрии, учреждённая американской компанией XBIZ в апреле 2018 года. Награды вручаются (по состоянию на 2024 год) в более чем в тридцати пяти различных категориях европейским, а также международным исполнителям, режиссёрам, компаниям и сайтам за вклад в развитие европейской порноиндустрии. Церемония награждения проходит ежегодно в начале сентября в рамках торговых выставок, организуемых компанией XBIZ на территории Европы. Первые выставки под названием XBIZ Berlin проходили в Берлине, Германия. С 2023 года выставка под названием XBIZ Amsterdam проходит в Амстердаме, Нидерланды.

## Церемонии
| Церемония                       | Дата проведения     | Место проведения                             | Ведущие                        |
| ------------------------------- | ------------------- | -------------------------------------------- | ------------------------------ |
| 1-я церемония XBIZ Europa Award | 11 сентября 2018 г. | Майстерзаль, Берлин, Германия                | Рокко Сиффреди                 |
| 2-я церемония XBIZ Europa Award | 11 сентября 2019 г. | Umspannwerk Alexanderplatz, Берлин, Германия | Миша Кросс и Рокко Сиффреди    |
| 3-я церемония XBIZ Europa Award | 22 октября 2020 г.  | онлайн-церемония                             | Кейран Ли                      |
| 4-я церемония XBIZ Europa Award | 16 сентября 2021 г. | онлайн-церемония                             | Мануэль Феррара                |
| 5-я церемония XBIZ Europa Award | 20 августа 2022 г.  | Метрополь, Берлин, Германия                  | Винс Картер и Черри Кисс       |
| 6-я церемония XBIZ Europa Award | 12 сентября 2023 г. | Театр «Амстердам», Амстердам, Нидерланды     | Джиа Лисса и Дэнни Ди          |
| 7-я церемония XBIZ Europa Award | 5 сентября 2024 г.  | Театр «Амстердам», Амстердам, Нидерланды     | Кристиан Клэй и Тиффани Тейтум |
| 8-я церемония XMA Europa Award  | 4 сентября 2025 г.  | Амстердам, Нидерланды                        | TBA                            |

## Частичный список категорий

### Действующие
| Название                                            | Перевод                                          | Годы вручения                            |
| Фильмы и продукция (Movies & Production)            | Фильмы и продукция (Movies & Production)         | Фильмы и продукция (Movies & Production) |
| --------------------------------------------------- | ------------------------------------------------ | ---------------------------------------- |
| Best Feature Movie                                  | Лучший полнометражный фильм                      | с 2018                                   |
| All-Sex Movie of the Year                           | Фильм года в жанре только секс                   | с 2025                                   |
| Best Acting                                         | Лучшее актёрское исполнение                      | с 2020                                   |
| Female Performer of the Year                        | Исполнительница года                             | с 2018                                   |
| Male Performer of the Year                          | Исполнитель года                                 | с 2018                                   |
| Best New Performer                                  | Лучший новый исполнитель                         | с 2021                                   |
| Gay Performer of the Year                           | Гей-исполнитель года                             | с 2019                                   |
| MILF Performer of the Year                          | MILF-исполнительница года                        | с 2025                                   |
| Director of the Year — Individual Work              | Режиссёр года — индивидуальная работа            | с 2025                                   |
| Director of the Year — Body of Work (Narrative)     | Режиссёр года — объём работы (фильмы с сюжетом)  | с 2025                                   |
| Director of the Year — Body of Work (Non-Narrative) | Режиссёр года — объём работы (фильмы без сюжета) | с 2025                                   |
| Best Sex Scene — Feature                            | Лучшая сцена секса — полнометражный фильм        | с 2018                                   |
| Best Sex Scene — Lesbian                            | Лучшая сцена секса — лесбийский фильм            | с 2018                                   |
| Best Sex Scene — Vignette                           | Лучшая сцена секса — виньетка                    | с 2025                                   |
| Best Sex Scene — All-Sex                            | Лучшая сцена секса — только секс                 | с 2025                                   |
| Best Sex Scene — Orgy/Group                         | Лучшая сцена секса — оргия/групповая             | с 2025                                   |
| Best Sex Scene — Virtual Reality                    | Лучшая сцена секса — виртуальная реальность      | с 2025                                   |

### Устаревшие
| Название                                 | Перевод                                  | Годы вручения                            |
| Фильмы и продукция (Movies & Production) | Фильмы и продукция (Movies & Production) | Фильмы и продукция (Movies & Production) |
| ---------------------------------------- | ---------------------------------------- | ---------------------------------------- |
| Glamcore Movie of the Year               | Гламкор-фильм года                       | 2018—2024                                |
| Gonzo Movie of the Year                  | Гонзо-фильм года                         | 2018—2024                                |
| Lesbian Movie of the Year                | Лесбийский фильм года                    | 2018—2019                                |
| Fetish Movie of the Year                 | Фетиш-фильм года                         | 2018                                     |
| Gay Movie of the Year                    | Гей-фильм года                           | 2018                                     |
| Trans Movie of the Year                  | Транссексуальный фильм года              | 2018                                     |
| Best Actress                             | Лучшая актриса                           | 2018—2019                                |
| Best Actor                               | Лучший актёр                             | 2018—2019                                |
| Best New Starlet                         | Лучшая новая старлетка                   | 2019—2020                                |
| International Crossover Star             | Международная кроссовер-звезда           | 2018—2019                                |
| Director of the Year                     | Режиссёр года                            | 2018—2024                                |
| Best Sex Scene — Glamcore                | Лучшая сцена секса — гламкор             | 2018—2024                                |
| Best Sex Scene — Gonzo                   | Лучшая сцена секса — гонзо               | 2018—2024                                |
| Studio of the Year                       | Студия года                              | 2018—2023                                |
| Global Studio Brand of the Year          | Глобальный студийный бренд года          | 2018—2023                                |

## Частичный список лауреатов

### Фильмы

#### Полнометражный фильм года
- 2018: Undercover (Marc Dorcel)[15][16]
- 2019: Dangerous Women (Digital Playground)[17]
- 2020: No Mercy for Mankind (Digital Playground)[18]
- 2021: Three (Lust Cinema)[19]
- 2022: The Listener (Lust Cinema)[20]
- 2023: The Wedding (Lust Cinema)[21]
- 2024: Evermore (Digital Playground)[22]

#### Гламкор-фильм года
- 2018: Luxure: Wife to Educate (Marc Dorcel)[15][16]
- 2019: Clea, Private Banker (Marc Dorcel)[17]
- 2020: One Night in Paris (Marc Dorcel)[18]
- 2021: Luxure: My Wife’s Perversions (Marc Dorcel)[19]
- 2022: Views 2 (Tushy)[20]
- 2023: 24 Hours (Vixen)[21]
- 2024: Club VXN 13 (Vixen Media Group)[22]

#### Гонзо-фильм года
- 2018: Rocco Siffredi, Hard Academy Part 3 (Evil Angel)[15][16]
- 2019: Elements (Evil Angel)[17]
- 2020: My Name is Zaawaadi (Evil Angel)[18]
- 2021: Rocco’s Sex Stepfamily (Rocco Siffredi Films/Evil Angel)[19]
- 2022: Rocco’s Sex Clinic: Treatment 1 (Rocco Siffredi Films/Evil Angel)[20]
- 2023: Rocco’s Sex Clinic: Treatment 6 (Evil Angel)[21]
- 2024: Rocco’s Sex Clinic: Treatment 9 (Evil Angel)[22]

#### Лесбийский фильм года
- 2018: Black Love (Viv Thomas[англ.])[15][16]
- 2019: White Boxxx, Vol. 3 (LetsDoeIt)[17]

#### Фетиш-фильм года
- 2018: Big Girls Don’t Cry 3 (PascalSubSluts)[15]

### Исполнительные категории

#### Лучшая актриса
- 2018: Миша Кросс, Rawhide (Digital Playground)[15][16]
- 2019: Элла Хьюз, Uninvited (Digital Playground)[17]

#### Лучший актёр
- 2018: Дэнни Ди, Nevermore (Digital Playground)[15][16]
- 2019: Дэнни Ди, Dangerous Women (Digital Playground)[17]

#### Лучшее актёрское исполнение
- 2020: Лина Андерсон, The Intern (Lust Cinema)[18]
- 2021: Фил Холлидэй, The Riders of the West (Jacquie et Michel Elite)[19]
- 2022: Дэнни Ди, Deeper Space (Digital Playground)[20]
- 2023: Николь Китт, The Wedding (Lust Cinema)[21]
- 2024: Никита Беллуччи, Beyond the Frame (Marc Dorcel)[22]

#### Исполнительница года
- 2018: Амира Адара[15][16]
- 2019: Клеа Готье[17]
- 2020: Джиа Лисса[18]
- 2021: Черри Кисс[19]
- 2022: Тиффани Тейтум[20]
- 2023: Тиффани Тейтум[21]
- 2024: Агата Вега[22]

#### Исполнитель года
- 2018: Лутро[15][16]
- 2019: Крис Даймонд[17]
- 2020: Винс Картер[18]
- 2021: Максимо Гарсия[19]
- 2022: Винс Картер[20]
- 2023: Кристиан Клэй[21]
- 2024: Кристиан Клэй[22]

#### Лучшая новая старлетка/Лучший новый исполнитель
- 2019: Лия Сильвер[17]
- 2020: Лана Рой[18]
- 2021: Агата Вега[19]
- 2022: Скарлетт Джонс[20]
- 2023: Келли Коллинз[21]
- 2024: Эшби Уинтер[22]

#### Международная кроссовер-звезда
- 2018: Валентина Наппи[15][16]
- 2019: Элла Хьюз[17]

### Режиссёр года
- 2018: Рокко Сиффреди[15][16]
- 2019: Рокко Сиффреди[17]
- 2020: Джулия Гранди[18]
- 2021: Джулия Гранди[19]
- 2022: Джулия Гранди[20]
- 2023: Джулия Гранди[21]
- 2024: Джулия Гранди[22]

### Сцены секса

#### Лучшая сцена секса — полнометражный фильм
- 2018: Афина Паломино, Дэнни Ди и Карли Рэй, Hand Solo (Digital Playground)[15]
- 2019: Лутро и Тиффани Тейтум, Rocco’s Time Master: Sex Witches (Evil Angel)[17]
- 2020: Винс Картер, Николь Перл и Паскаль Уайт, Jacky (Jacquie et Michel[фр.])[18]
- 2021: Даррелл Дипс, Лика Стар, Лотти Мань и Хесус Рейес, Lottie (Blacked)[19]
- 2022: Джиа Лисса, Мануэль Феррара и Соня Блейз, Jia (Vixen)[20]
- 2023: Дэнни Ди и Лана Вульф, Pornstars in Space (Digital Playground)[21]
- 2024: Агата Вега, Голливуд Кэш и Джек Рипфер, Hotel Vixen, Season 2 (Vixen Media Group)[22]

#### Лучшая сцена секса — гламкор
- 2018: Литтл Каприс и Марчелло Браво, Gaping for My Husband’s Boss (Tushy)[15]
- 2019: Альберто Бланко, Джиа Лисса и Лия Сильвер, Club VXN Vacation (Vixen)[17]
- 2020: Кристиан Клэй, Лика Стар и Сибил Эй, Body Warmth (Vixen)[18]
- 2021: Альберто Бланко и Лия Сильвер, Apres Ski (Tushy)[19]
- 2022: Кэтрин Найт и Эрик Эверхард, Friends With Benefits (Private)[20]
- 2023: Агата Вега, Альберто Бланко и Рэй Лил Блэк, 24 Hours (Vixen)[21]
- 2024: Кэтрин Найт, Мэттью Мейер и Ренато, Thr3e 2 (Marc Dorcel)[22]

#### Лучшая сцена секса — гонзо
- 2018: Антонио Блэк, Джосс Лескаф и Тексас Патти, Big Black Cock 3 (Private)[15]
- 2019: Анджело Годшек, Черри Кисс и Яник Шафт, DP Bandits! (Evil Angel)[17]
- 2020: Винс Картер, Зааваади[исп.] и Тиффани Тейтум, My Name is Zaawaadi (Evil Angel)[18]
- 2021: Винс Картер, Дэвид Перри, Китана Льюр и Эрик Эверхард, Rocco’s Insatiable MILFs (Rocco Siffredi Films/Evil Angel)[19]
- 2022: Зааваади и Максимо Гарсия, The Spanish Stallion: Zaawaadi’s Power of Wild Beauty (Rocco Siffredi Films/Evil Angel)[20]
- 2023: Джиа Лисса и Кристиан Клэй, Irresistible Impulse (Tushy Raw)[21]
- 2024: Ив Свит и Трой Франсиско, Sweet and Petite Eve Takes BBC All Night Long (Blacked)[22]

#### Лучшая сцена секса — лесбийский фильм
- 2018: Джиа Лисса и Лекси Лайо, Jia (SexArt)[15]
- 2019: Ребекка Вольпетти и Тина Кэй, The Taste of a Woman (Viv Thomas[англ.]/MetArt)[17]
- 2020: Луна Коразон, Натассия Дримс и Эстелла Батори, Super Femmes (XConfessions)[18]
- 2021: Амира Адара и Тиффани Тейтум, Catch Me If You Can (MixedX)[19]
- 2022: Кэтрин Найт и Скарлетт Джонс, Sirens (SexArt)[20]
- 2023: Амира Адара, Вероника Леаль и Тиффани Тейтум, Marla (Parasited)[21]
- 2024: Келли Коллинз, Клеманс Одиар, Лиа Лин и Рикако Катаяма, A Shadow in the Room (Hentaied)[22]

### Студии

#### Студия года
- 2018: Marc Dorcel[15][16]
- 2019: Marc Dorcel[17]
- 2020: Marc Dorcel[18]
- 2021: Jacquie et Michel[фр.][19]
- 2022: Erika Lust Films[20]
- 2023: Marc Dorcel[21]

#### Глобальный студийный бренд года
- 2018: Blacked / Tushy / Vixen[15][16]
- 2019: Vixen[17]
- 2020: Vixen Media Group[18]
- 2021: Vixen Media Group[19]
- 2022: Vixen Media Group[20]
- 2023: Vixen Media Group[21]